# Niv Eliasi
Niv Eliasi (in ebraico ניב אליאסי‎?; Sde Warburg, 21 febbraio 2002) è un calciatore israeliano, portiere dell'Hapoel Be'er Sheva.

## Carriera

### Club
Cresciuto nei settori giovanili di Hapoel Kfar Saba, Maccabi Netanya e Hapoel R. HaSharon, il 21 luglio 2021 è stato acquistato dall'Hapoel Be'er Sheva. Nel 2022 ha fatto ritorno in prestito all'Hapoel Ramat HaSharon, dove ha disputato 11 incontro in Liga Leumit. Rientrato al Beer Sheva, è stato designato come portiere titolare della stagione 2023-2024.

### Nazionale
Ha giocato nella nazionale israeliana Under-21.
Nel 2024 ha partecipato ai Giochi Olimpici.

## Statistiche

### Presenze e reti nei club
Statistiche aggiornate al 21 luglio 2024.
| Stagione        | Squadra            | Campionato      | Campionato | Campionato | Coppe nazionali | Coppe nazionali | Coppe nazionali | Coppe continentali | Coppe continentali | Coppe continentali | Altre coppe | Altre coppe | Altre coppe | Totale | Totale | Totale |
| Stagione        | Squadra            | Comp            | Pres       | Reti       | Comp            | Pres            | Reti            | Comp               | Pres               | Reti               | Comp        | Pres        | Reti        | Pres   | Reti   |        |
| --------------- | ------------------ | --------------- | ---------- | ---------- | --------------- | --------------- | --------------- | ------------------ | ------------------ | ------------------ | ----------- | ----------- | ----------- | ------ | ------ | ------ |
| 2022-2023       | Hapoel R. HaSharon | LL              | 11         | -19        | CI+TCL          | 0               | 0               |                    | -                  | -                  |             | -           | -           | 11     | -19    |        |
| 2023-2024       | Hapoel Be'er Sheva | LHA             | 30         | -30        | CI+TL           | 2+1             | -4, -1          | UCL                | 0                  | 0                  |             | -           | -           | 33     | -35    |        |
| Totale carriera | Totale carriera    | Totale carriera | 41         | -49        |                 | 3               | -5              |                    | 0                  | 0                  |             | -           | -           | 44     | -54    |        |

## Palmarès
- Coppa d'Israele: 1

Hapoel Be'er Sheva: 2024-2025